# Колотырина, Светлана
Светлана Колотырина —  российская женщина-борец вольного стиля, чемпионка Европы, мастер спорта России международного класса.

## Спортивная карьера
В июне 1996 года в Осло стала чемпионкой Европы.

## Спортивные результаты
- Чемпионат Европы по борьбе среди юниоров 1995 — ;
- Чемпионат Европы по борьбе 1996 — ;